# Алкоголизм в России

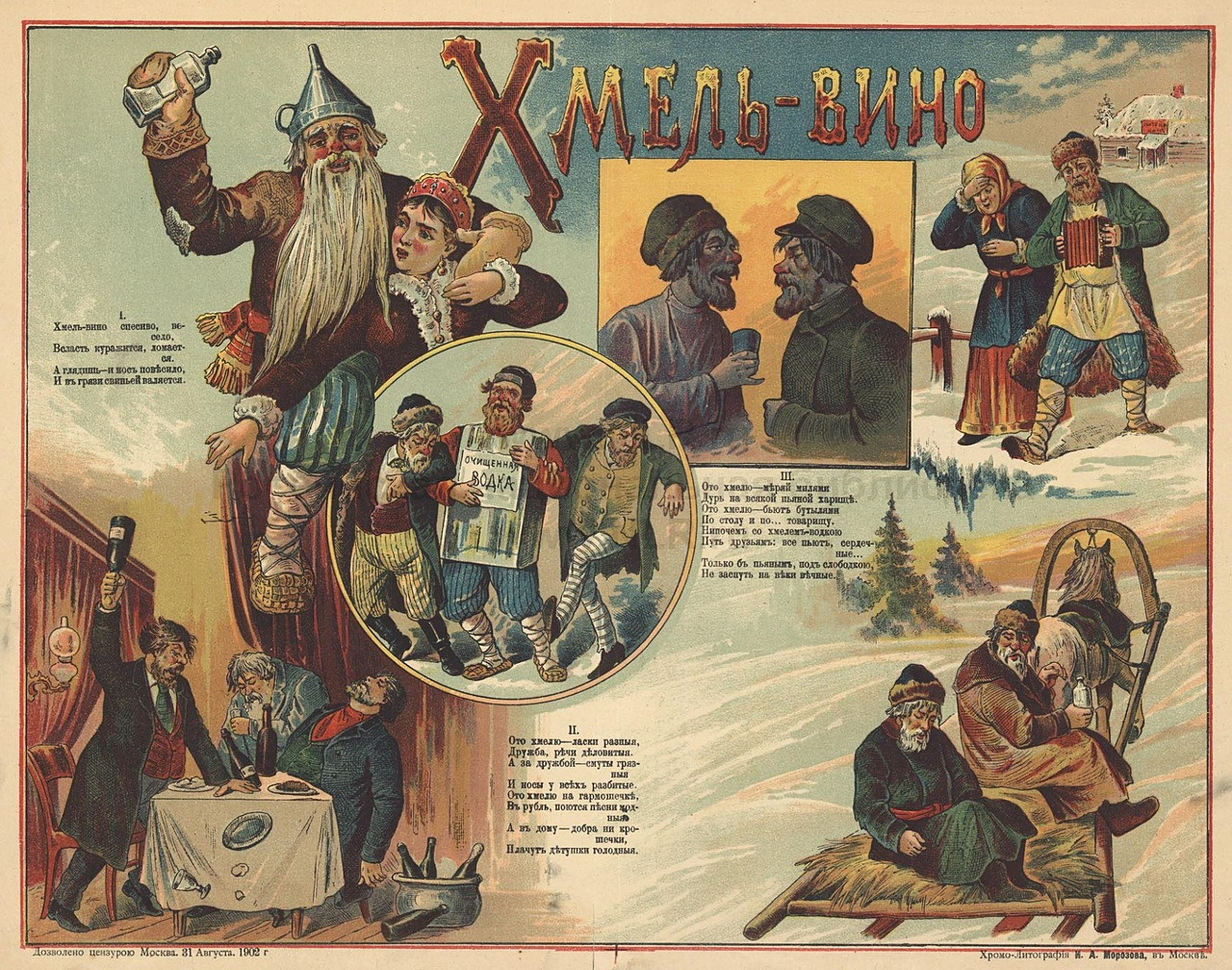
Плакат общества трезвости в Российской империи. 1902 год

Алкоголизм в России — социальная проблема, существующая в России. Злоупотребление спиртными напитками является причиной множества различных болезней, социальных и экономических проблем общества; алкоголь является депрессантом (психоактивным веществом) и может вызывать физическую зависимость.
По различным оценкам экспертов, высокий уровень потребления алкоголя вызывает распространение различных заболеваний, увеличение смертности, преступности, отрицательно влияет на психическое здоровье и нормальную жизнедеятельность непьющего населения.

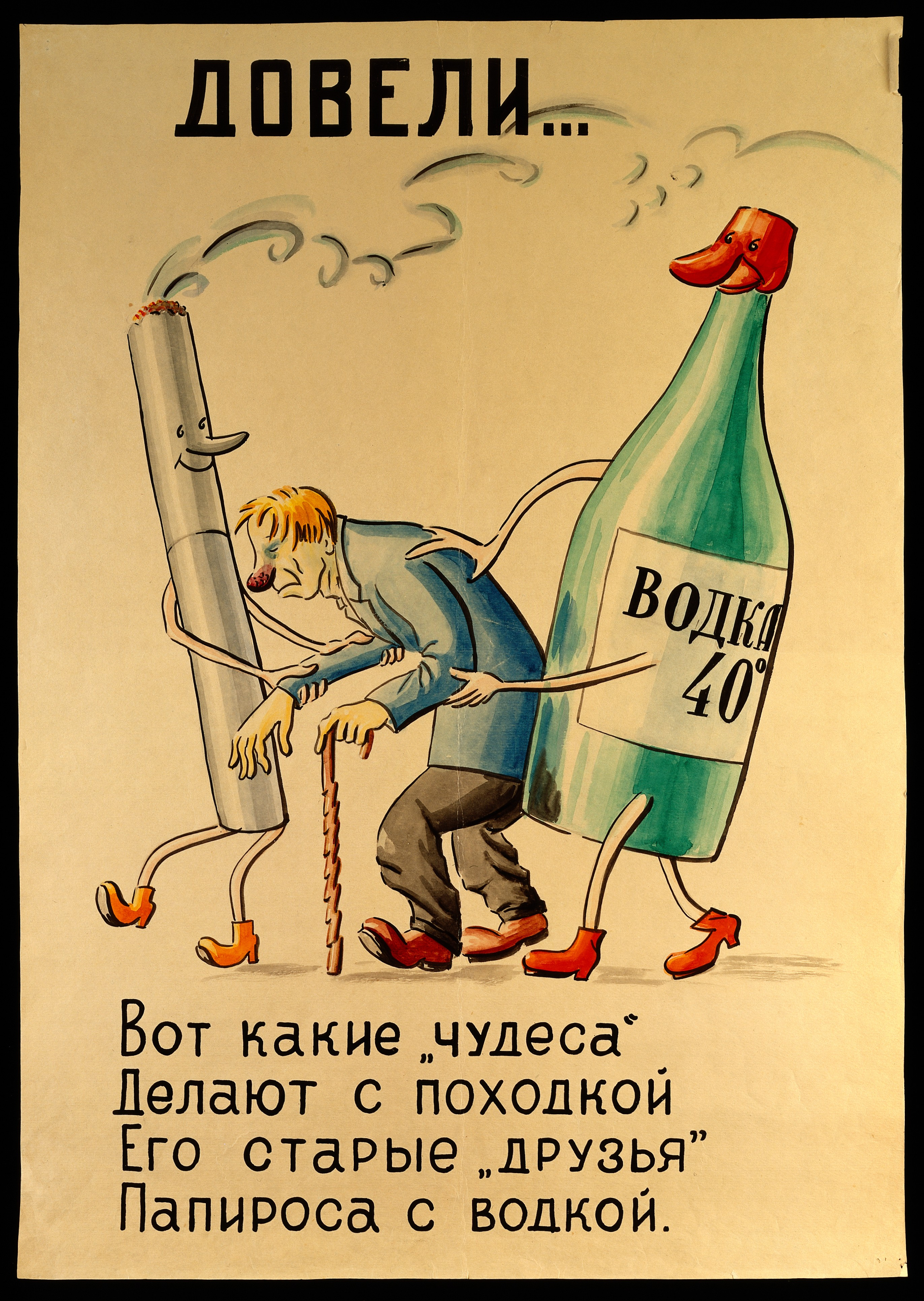
Советский антиалкогольный и антитабачный плакат

По некоторым оценкам, после распада СССР потребление алкоголя в России приобрело характер национального бедствия и имело масштабы гуманитарной катастрофы. Социологи связывают рост потребления алкогольных напитков в России в 1990-х годах с произошедшим в ходе реформ резким ухудшением условий жизни десятков миллионов людей, с их социальной неустроенностью, появившимся в массовой психологии устойчивым чувством незащищённости и неуверенности, которое объективно способствовало значительному повышению спроса населения на спиртное, употребление которого для многих служит своеобразным средством ухода от действительности, «преодоления» дискомфортности и стрессов, «забвения» трудностей и забот.
С конца 1990-х годов потребление алкоголя в России снижается. По данным ВОЗ, среднее потребление алкоголя за 2016—2018 годы в России составило 11,2 л чистого этанола на человека в год, что ниже уровня таких стран, как Германия, Франция и Испания. По данным Роспотребнадзора за 2016 год, уровень потребления алкоголя (чистого этанола) в России составляет около 10 л на человека. По данным Государственного доклада Роспотребнадзора, алкоголь приводит к преждевременной предотвратимой смерти около полумиллиона человек ежегодно, будучи причиной смертности около 30 % мужчин и 15 % женщин в РФ (включая так называемые «заболевания сердечно-сосудистой системы», уровень заболеваемости которыми в РФ значительно выше, чем в других странах).

## История
В средневековой Руси употребляли пиво, медовуху, квас и вино — слабоалкогольные напитки. Вино же, по занесённой из Византии традиции, пили в разбавлении до 1:20. Виноградный спирт («аква вита») в Русское государство завозили давно — с 1386 года, а в XV веке появляется технология выгонки хлебной водки (первый глоток был сделан в 1389 году), но эти напитки оставались относительно дороги для простого народа. Так, например, во второй половине XVII века ведро (12 л) «горячего вина» (водки) крепостью 20—24 % стоило от 50 копеек до 1 рубля (4—8 копеек за л), а во времена неурожаев цены могли доходить до 4 рублей за ведро, в то время как зарплата ремесленника составляла 40 копеек в месяц. Тем не менее, злоупотребление алкоголем стало настолько заметным явлением общественной жизни, что уже Стоглавый собор упоминает недостаток трезвости у церковнослужителей и монашествующих. Пьянство упоминается и в мирской литературе того времени — «Повести о горе-злосчастии», «Повести о Ерше Ершовиче сыне Щетинникове» и «Повести о бражнике, како вниде в рай».
Австрийский дипломат начала XVI века С. фон Герберштейн в своей книге «Записки о Московии» писал, что алкогольные напитки в Московии простонародью и черни дозволялось пить только по праздникам. Поэтому иностранцев селили в отдельных слободах, где алкогольные напитки употреблялись каждый день. По традициям гостеприимства того времени гостя полагалось напоить допьяна, особенно иностранцев и иностранных послов. Герберштейн писал: «В след за сим проносят с напитками сосуды и кубки и всемерно стараются посланников сколько можно упоить. В сем искусстве русские весьма сведущи».
Иностранцам, посещавшим Россию позже, в конце XVI и в XVII веках, казалось, что это обычай ежедневной российской жизни.
Первую государственную монополию на производство и продажу алкоголя в России учредил Иван III в XV веке, при этом простонародью запрещалось варить и пить дома даже пиво и медовуху (под угрозой отрубания рук), чтобы не лишать дохода казённые питейные заведения. Остальным сословиям разрешалось пить дома, боярам и духовенству позволили владеть кабаками и устраивать винокурни, на системе откупов у государства. Затем эта монополия продлевалась неоднократно, в тех или иных видах, до начала XX века, принося в середине XIX века до 50 % доходов казны государства и разоряя крестьян и городскую бедноту. Для сравнения, в большинстве европейских стран эта доля дохода была во много раз ниже.
Ситуация с потреблением алкоголя в России начала существенно меняться во второй половине XIX века, когда технологическая революция позволила наладить массовое производство сравнительно дешёвой водки. В 1913 году 1 л водки стоил 60 копеек при зарплатах квалифицированных рабочих от 30 до 50 руб. в месяц. Утверждается, что к 1911 году водка составляла 89,3 % всего винопотребления в стране.

## Основные угрозы
Злоупотребление алкоголем — фактор демографического и социального кризиса в России, общенациональная угроза на уровне личности, семьи, общества, государства. Рост алкоголизма подрывает семейные устои и ведёт к рождению детей с различными врождёнными дефектами и аномалиями. Пьянство приводит к распаду семей. Алкоголизм — один из факторов уменьшения населения России.
Пьянство и алкоголизм относятся к числу наиболее распространённых негативных социальных явлений российского общества. Злоупотребление алкоголем — одна из важнейших причин высокого уровня преступности в России. При отсутствии взвешенной антиалкогольной политики государства усиливается криминогенное влияние пьянства на социальную сферу. Власти России расценивают масштабы отравления алкоголем в стране как «национальную трагедию».
Опасность алкоголизации заключается в снижении уровня культуры общества и отдельных граждан, вплоть до их социальной и психологической деградации, негативном влиянии на моральную атмосферу, трудовую дисциплину, профессиональные качества работников, их здоровье и работоспособность. Кроме того, алкоголизация России сопровождает наркоманию, проституцию, а часто порождает эти социальные явления, а в конечном счёте и преступность.
Массовое распространение пьянства и алкоголизма всё более выступает как фактор, серьёзно ограничивающий возможность реализации прав людей на жизнь и безопасность, получения ими соответствующего образования и необходимой для обеспеченной жизни профессии, защиты их от насилия и посягательств со стороны лиц, злоупотребляющих алкоголем.
По словам российского премьер-министра Дмитрия Медведева, «Алкоголизм наносит и огромный экономический ущерб — это потеря от снижения производительности труда, ущерб от пожаров, возникающих по вине пьяных, и другие экономические издержки…».

## Политика властей

### Царские времена

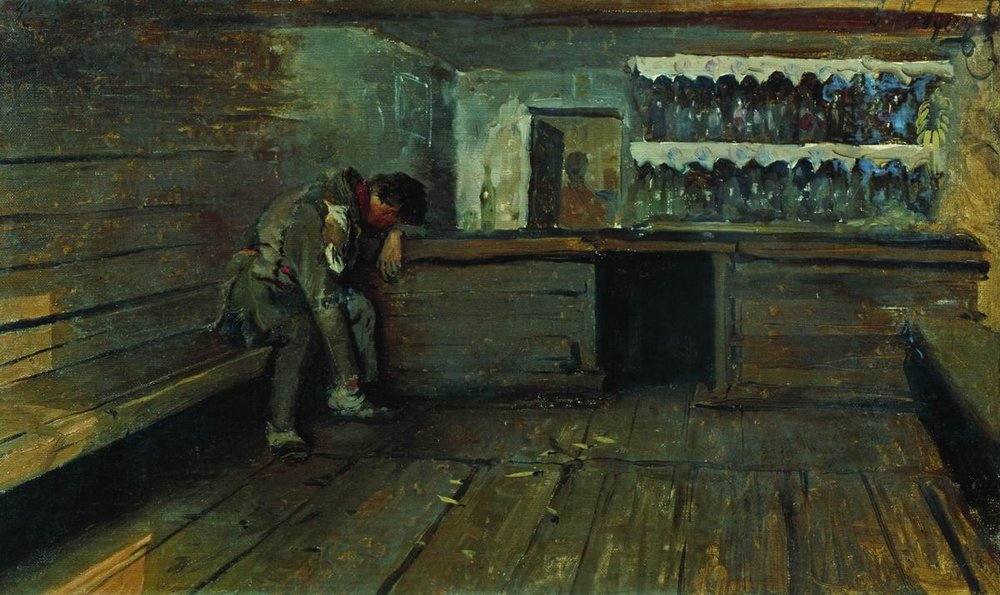
Кабак. (Андрей Рябушкин, 1891)

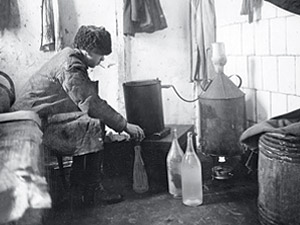
Самогонщик за варкой самогона (ок. 1920—1922)

В. В. Похлёбкин приводит широко известный афоризм в поддержку алкогольной политики, который приписывается Екатерине II: «Пьяным народом легче управлять».
Существует мнение, что первенство в спаивании народа принадлежит Ивану IV (Грозному). Вернувшись из-под Казани, он распорядился построить для попоек опричников особый дом, названный им татарским словом «кабак». Но татарский кабак — это постоялый двор, где подавались блюда и напитки, и в этом он мало отличается от древнеславянской корчмы. Кабак же, устроенный Иваном IV, — это место, где можно только пить, но есть нельзя. Впервые такое название встречается в документе 1563 года, и уже к концу века становится традиционным названием казённых питейных домов, которые появились во всех городах. Именно это событие, вероятно, можно принять за точку отсчёта в истории российского пьянства.
Начиная с Ивана Грозного царская казна скрыто поощряла пьянство, так как получала из него значительные доходы в бюджет. Производство и продажа алкоголя в царской России были почти полностью монополизированы государством. Многие иностранные путешественники, побывавшие в России, сообщали об этом. Например, английский посланник в Москве Джайлс Флетчер писал в 1580-х годах, что никто не имел права отвлекать народ от пьянства в кабаках: «Пока они сидят в кабаке, никто ни под каким предлогом не смеет вызвать их оттуда, потому что этим можно помешать приращению царского дохода»". В результате потребление алкоголя, особенно по праздникам, стало частью русской народной культуры.
Но эта тенденция была ненадолго прервана в ходе стихийного народного «трезвенного движения», которое появилось в августе 1858 года в Виленской и Ковенской губерниях, и к лету 1859 года распространилось на 32 губернии Российской империи. Главными участниками трезвенного движения были крестьяне и беднота, а причиной — безудержный рост цен на водку. Царское правительство, пытаясь восполнить потери бюджета в Крымской войне 1853—1856 годов, резко подняло размер откупа, разрешив откупщикам и кабатчикам в несколько раз повысить цены на водку. Взрослые мужчины, крестьяне и мещане, а также некоторые другие сословия приписывались властями к определённому кабаку, они были обязаны ежемесячно покупать и выпивать в кабаке установленную «норму» спиртного, при этом попадая в долги перед кабатчиками. Тех же, кто отказывался покупать водку, власти секли плетьми. В результате деятельности «трезвенного движения» было разорено около трёх тысяч кабатчиков, крестьяне-трезвенники отказывались пить даже бесплатную водку. Трезвенники требовали закрытия кабаков, и порой доходило дело до погромов питейных заведений. Министр финансов, почувствовавший потери в казне, специальным указом запретил трезвеннические сходы и «существующие приговоры о воздержании от вина уничтожить и впредь не допускать».
В мае 1859 года активисты перешли к разгрому питейных заведений — эти волнения охватили 15 губерний Среднего и Нижнего Поволжья, Приуралья и Центра России.
Государство самыми жёсткими мерами боролось с движением трезвости, причинявшим огромные убытки бюджету страны. Бунт усмиряли войска, получившие приказ стрелять в восставших. В тюрьму и на каторгу отправили 11 тысяч человек.
. Откупная система продажи водки с 28 октября 1860 года была заменена на акцизную, когда торговец или кабатчик мог купить акцизное право у государства на продажу алкоголя.
В 1894 году министр финансов С. Ю. Витте учредил новую, более прогрессивную госмонополию на производство и продажу водки, чтобы прекратить бесконтрольное завышение цен на водку кабатчиками и стабилизировать поступление доходов в казну. Остальной алкоголь облагался акцизом, по европейскому образцу. В 1913 году «питейный доход» от водочной монополии приносил 26 % бюджета государства. При этом Витте также инициировал создание церковных и светских обществ трезвости, крупнейшим из которых являлось Всероссийское Александро-Невское братство трезвости.
В 1914 году, после начала Первой мировой войны, в России была запрещена продажа спиртных напитков. Сначала был введён запрет как обычная мера, сопровождающая мобилизацию; 22 августа 1914 года, было объявлено, что запрет сохранится на всё время войны; он был постепенно распространён не только на водку, но и также на вино и пиво. Затем, в начале сентября, принимая великого князя Константина Константиновича в качестве председателя Союзов трезвенников, Николай сказал: «Я уже предрешил навсегда воспретить в России казённую продажу водки». Разрешалось пить только в ресторанах I разряда и в буфетах при дворянских клубах и купеческих собраниях, куда не пускали низшие сословия. На этом сыграли и большевики, призывая отменить сословное деление и разрешить всем пить «как благородные». Пьяные погромы в Петрограде, когда солдаты и матросы массово грабили вино-водочные склады, в 1917—1918 годах превзошли по количеству жертв штурм Зимнего дворца, также происходили и в других городах, и до 1917 года.

### СССРиРСФСР
В 1921 году советские власти начали сворачивать действовавший со времен РИ сухой закон. Несмотря на неприятие употребления алкоголя, считавшегося пережитком капитализма, необходимо было поддерживать экономику. Однако вернувшееся пьянство, следствием которого были проблемы на производстве, вновь поставило задачу борьбы за трезвость. Эта проблема стояла перед государством весь период существования СССР, и власти различными мерами пытались её решать.

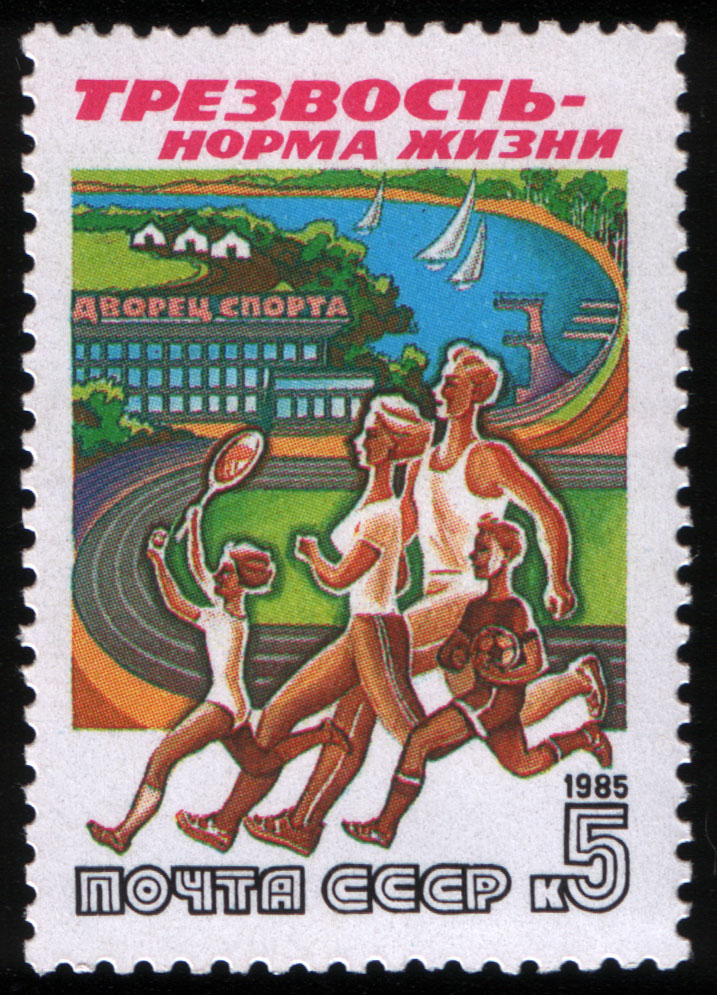
Почтовая марка СССР 1985 года: «Трезвость — норма жизни»

В настоящее время наибольшей известностью пользуется антиалкогольная кампания периода 1985—1987 годов, имевшая место в самом начале Перестройки (период т. н. «ускорения»), когда, невзирая на предыдущие этапы борьбы, потребление алкоголя в СССР неуклонно росло. Она началась спустя два месяца после прихода к власти М. С. Горбачёва и потому получила название «горбачёвской».
К середине 1980-х годов потребление спиртных напитков в СССР достигло рекордного уровня в истории страны. Потребление алкоголя, которое не превышало 5 л на человека в год ни в Российской империи, ни в эпоху Сталина, достигло к 1984 году отметки в 10,5 л зарегистрированного чистого алкоголя. По некоторым оценкам, такой уровень потребления был эквивалентен примерно 71 поллитровой бутылке водки в год на каждого взрослого мужчину, исключая небольшое количество трезвенников (собственно водка составляла около 60 % этого объёма (для средней полосы РФ), остальной алкоголь употреблялся в форме самогона, вин и пива). Для сравнения, в 1980 году среднее потребление чистого алкоголя в США составляло 10,64 л на человека в год, но с тех пор потребление алкоголя в США снижалось.
Инициаторами кампании были члены Политбюро ЦК КПСС М. С. Соломенцев и Е. К. Лигачёв, которые вслед за Ю. В. Андроповым полагали, что одной из причин стагнации советской экономики является общий упадок морально-нравственных ценностей «строителей коммунизма» и халатное отношение к труду, в которых был повинен массовый алкоголизм. Некоторые современные историки, напротив, считают, что к алкоголизации населения в СССР привело серое, бесцветное, будничное существование значительной части советских людей, в 1970-е годы уже во многом потерявших веру в идеалы построения социализма.

### Российская Федерация

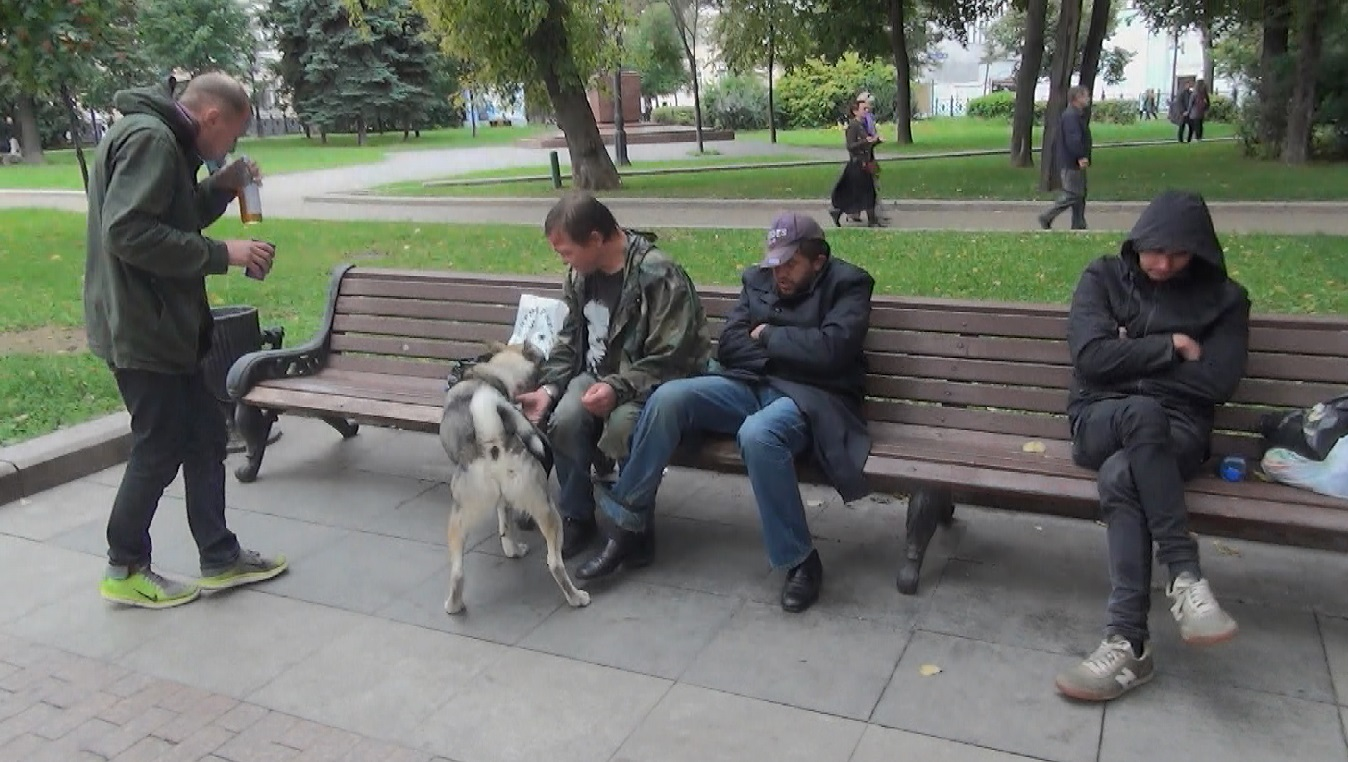
Алкоголики в Москве на день города 2017 год

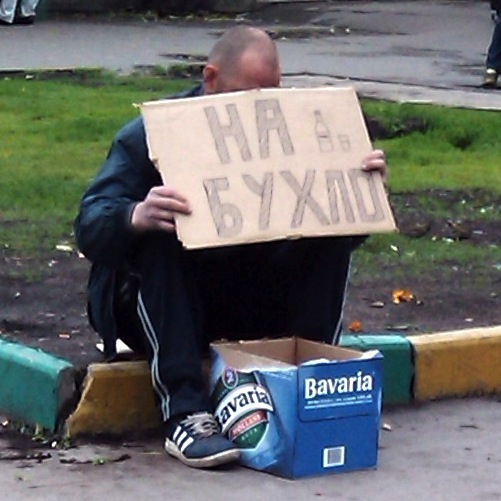
Алкоголик просит денег на выпивку в Москве

По мнению ряда экспертов, в России очень сильно алкогольное лобби, блокирующее антиалкогольные законы. В результате того, что акцизы были отданы регионам, местная власть срослась с водочными производителями. По мнению профессора РЭШ Татьяны Михайловой, добросовестное государство не должно ставить себе задачу наполнить бюджет сборами с табака и крепкого алкоголя. Потребление вредных субстанций должно быть низким, а значит — низкими должны быть и сборы.
Подобные взгляды высказывал и Сергей Градировский, председатель Общественного совета Министерства здравоохранения и социального развития:

… про алкоголь даже говорить не хочется. Конечно, что-то делается, но у этой отрасли такое лобби, что, даже если завтра станет общепризнанным, что каждая вторая смерть в России — по причине алкоголя, я не уверен, что кто-то сможет кардинально изменить эту ситуацию. Вам тут же объяснят, что «губит людей не пиво, губит людей вода» или что «хорошая водка не вредит, вредят суррогаты, с ними и боритесь». Причём заметьте, если поднимать акцизы (и для того, чтобы водка не была столь доступной, и для того, чтобы часть сверхприбыли можно было «отстегнуть» на погашение последствий употребления водки), то вам тут же возразят: тогда вырастет потребление суррогатов и самогоноварение. Что правда.

В результате отсутствует даже настрой на борьбу с пьянством, о принятии серьёзных мер и речи не идёт. Всячески блокируется проведение Госсовета по проблемам алкоголизма в России, а также антиалкогольных слушаний в нижней палате парламента. По мнению экспертов, все предпринимаемые ныне действия в данной области — «это просто деление рынка».
Тем не менее, согласно некоторым исследованиям, меры по снижению производства и ограничения распространения алкогольной продукции, предпринимавшиеся с 2009 года государством, привели к сокращению розничных продаж алкоголя и уменьшению числа тяжелых потребителей. В то же время, по другим оценкам, в 2001 году потребление незарегистрированного алкоголя в России составило 15 л на человека в год, при потреблении 8,3 л в год зарегистрированного алкоголя.
После распространения COVID-19 потребление алкоголя резко возросло — так, что в некоторых регионах ввели ограничения. Эти действия согласуются с рекомендациями ВОЗ и советами профильного НИИ Роспотребнадзора, но не были применены в РФ в целом.
В 2021 году заместителем председателя комитета Госдумы по охране здоровья Николаем Говорининым была анонсирована государственная программа по борьбе с алкоголизмом, рассчитанная до 2030 года. Её главным элементом должна стать просветительская деятельность.
На уровне регионов страны распространена практика запрета продажи алкоголя 1 сентября. В 2022 году спиртные напитки в День знаний были под запретом в большей части субъектов.
В феврале 2024 года Владимир Путин подписал закон, который дает региональным властям право ограничивать работу так называемых «наливаек» — пунктов розничной продажи алкогольных напитков (пива и пивных напитков, сидра, пуаре, медовухи) в многоквартирных домах. Ранее региональные власти получили разрешение на установление запрета на продажу в подобных точках крепкой алкогольной продукции.

### Регионы России
- Чеченская Республика - запрещена продажа алкоголя
- Республика Башкортостан - реализуется проект «Трезвое село» - населённые пункты отказываются от продажи алкоголя[51]
- Республика Саха (Якутия) - движение «Трезвое село» - населенные пункты отказываются от продажи алкоголя[52]

## Современное положение

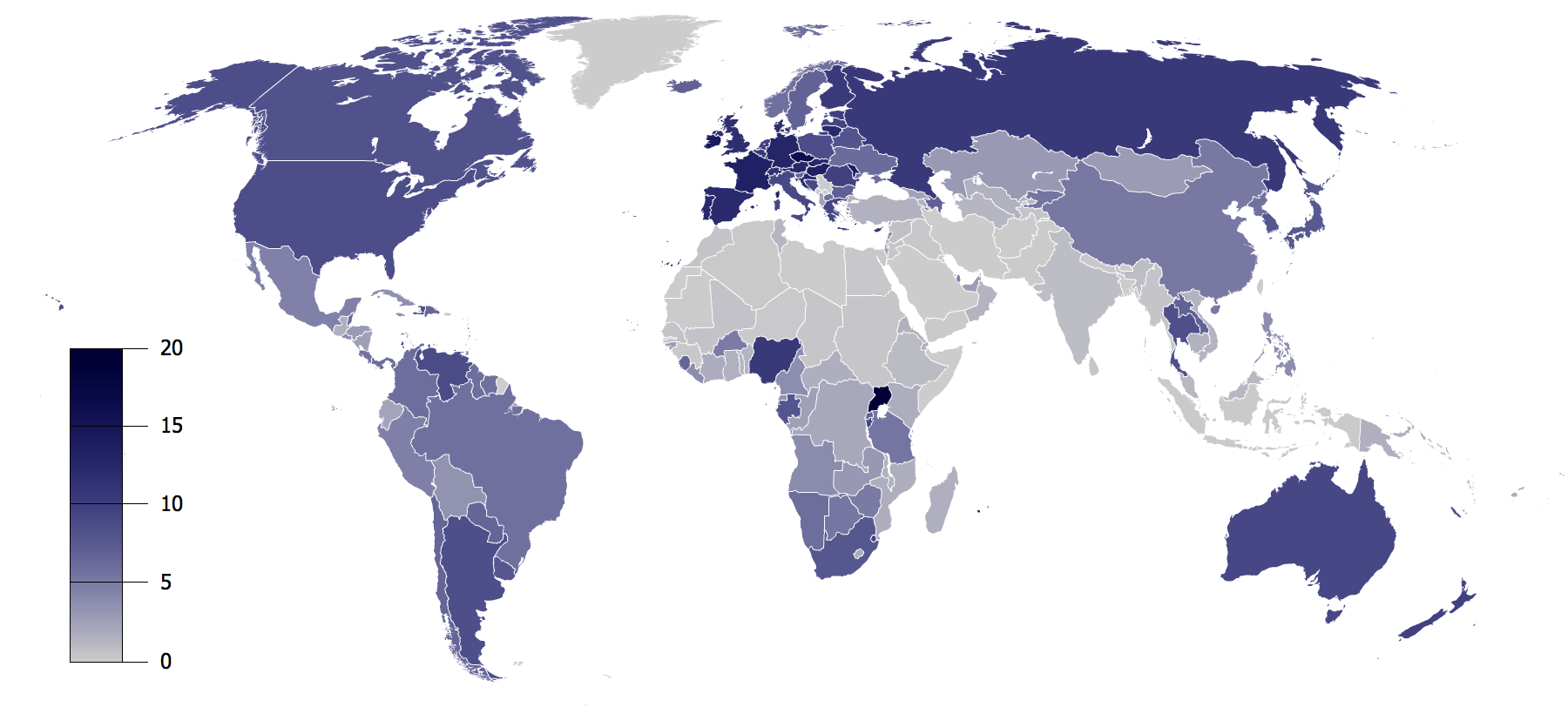
Потребление алкоголя на душу населения, 2009 год

Потребление алкоголя на душу населения в год по странам, 2011: жёлтый — более 19 л, зелёный — 10 л, голубой — менее 0,2 л, серый — нет данных

По данным «Анализа рынка водки и ликёроводочных изделий», розничные продажи водки и ЛВИ в России в 2010 году составляли 1,67 млрд л. При этом не учитывалось потребление суррогатов алкоголя (самогона и пр. спиртосодержащих жидкостей), от отравления которыми ежегодно в России происходит 40—50 тысяч смертельных случаев.
По утверждению руководителя отдела информатики и системных исследований Московского НИИ психиатрии Минздрава РФ доктора медицинских наук А. В. Немцова, в России до 40 % мужского трудоспособного населения регулярно злоупотребляет спиртным, алкоголизмом страдает 2 млн человек, а от отравлений спиртными напитками, преимущественно суррогатами водки, ежегодно умирает порядка 500 тысяч.
При оценке потребления алкоголя в разных регионах мира, регион России и Украины имел одну из самых высоких долей алкогольно зависимого населения (среди населения старше 15 лет) — 4,8 % (выше только в регионе Канада, Куба, США — 5,1 %), одно из самых высоких регистрируемых потреблений чистого алкоголя на душу населения — 9 л (выше — в регионах Германия, Франция, Соединённое Королевство — 10,7 л), самое высокое общее потребление алкоголя — 15,1 л, одну из самых высоких долей мужского населения, потребляющего алкоголь — 87 % (Австралия, Новая-Зеландия, Япония — 87 %, Германия, Франция, Соединённое Королевство — 88 %), одну из самых высоких долей женского населения, потребляющего алкоголь — 73 % (Германия, Франция, Соединённое Королевство — 76 %)
В начале 2010-х активно начата кампания по снижению алкогольной зависимости населения. Введён запрет на рекламу алкогольных напитков в СМИ и интернете, ограничена продажа напитков в ночное время, повышались акцизы.
В докладе специалистов, опубликованном в британском медицинском журнале The Lancet в 2014 году, утверждается, что среднестатистический россиянин выпивает 20 л водки в год. Исследователи наблюдали с 1999 по 2010 год за 151 тыс. взрослых мужчин в Барнауле, Бийске и Томске, регулярно опрашивая их об алкогольных пристрастиях. За это время 8 тыс. участников опроса скончались. После выяснения причин их смерти учёные определили, что риск наступления смерти у мужчин, которые выпивают три или более поллитровых бутылки водки в неделю, до достижения 55 лет составляет 35 %, а четверть всего мужского населения России умирает, так и не достигнув этого возраста.
Глава департамента торговли и услуг Москвы А. А. Немерюк в декабре 2013 года сообщил: «Потребление крепких напитков, в частности, водки, за последнее десятилетие сократилось более чем на 20 %… Средний москвич в год потребляет около 10 литров виноградных и плодовых вин, примерно 16,5 литров водки, около 2 литров коньяка и 90 литров пива».
В 2013 году россияне выпили алкогольных напитков примерно на 13 % меньше, чем в прошлом году; по итогам 2013 года (данные российского Минздрава) уровень употребления в среднем составил примерно 13,5 л. Среднероссийский уровень продаж составляет 9,1 л, согласно данным Росстата, приводимым в докладе Роспотребнадзора за 2013 год. Лидирует в России по объёмам продажи алкоголя Республика Коми (14,6 л на душу населения), в Ленинградской области — 14,0 л, в Центральном федеральном округе — 10,6 л, в Московской области — 12,2 л, меньше всего на юге России и в Сибири — менее 8 л. Чечня, Ингушетия и Дагестан занимают лидирующие позиции в «Национальном рейтинге трезвости субъектов РФ», основанном на исследованиях, проводимых федеральным проектом «Трезвая Россия» и Экспертно-аналитическим центром при Общественной палате России.
Согласно докладу Всемирной организации здравоохранения за 2019 год, за последние 15 лет потребление алкоголя в России уменьшилось на 43 %.
В мае 2020 года главный внештатный специалист психиатр-нарколог Департамента здравоохранения города Москвы и Минздрава РФ Евгений Брюн заявил, что алкоголизм оказывает значительное влияние на рост смертности в работоспособном возрасте в России.
В августе 2020 года исследователями НИУ ВШЭ в научном журнале «International Journal of Drug Policy» сообщили, что с 2005 по 2016 год объём потребления спиртных изделий россиянами упал с 18,7 до 11,7 л чистого спирта на душу взрослого населения.
В 2022 году на фоне санкционного кризиса в России было отмечено увеличение употребления алкоголя. В годовой динамике (с марта 2021 года по март 2022) рост составил 10 %. За 2022 год число сельских жителей, зависимых от алкоголя, увеличилось на 7 %. Также растет и смертность от употребления спиртных напитков.. Ежегодный рейтинг «самых пьющих» регионов России в 2022 году возглавили Сахалинская область, Чукотский автономный округ и Курганская область. Самыми трезвыми регионами стали Чечня, Дагестан и Ингушетия.
По данным Минздрава РФ, в 2023 году в России потребление алкоголя на душу населения сократилось до 8,44 литров этанола с 9,43 литров в 2018 году. Власти страны рассчитывают снизить потребление алкоголя до 7,8 литров к 2030 году.
По данным ВЦИОМ, в период с 2004 по 2024 год количество трезвенников в России увеличилось с 27% до 48%. При этом существенно снизилось количество россиян, считающих употребление алкоголя частью национальной культуры с 20% до 7% опрошенных.

## Причины
Историко-культурными причинами распространения алкоголизма в России являются:
- суровые климатические условия на большей части территории России. Однако мнение о связи потребления алкоголя с климатом не согласуется с некоторыми фактами. Например, в североевропейских странах, таких как Норвегия, также холодный (и вдобавок сырой) климат, и также были серьёзные проблемы из-за чрезмерного потребления алкоголя. Однако ряд мер, постепенно принятых по воле народа его представителями (депутатами разных уровней) в начале 20-го века, позволил снизить остроту проблемы до пренебрежимо низкого уровня (государственная монополия, запрет на продажу нетрезвым, повышение цен, ограничение торговли и др.[76]). В результате в 2000 г. в стране с населеним более 5 млн. и протяжённостью более 1,7 тыс. км было 157 магазинов, торгующих алкоголем (1 на примерно 35 тыс. жителей). В России немало русских старообрядцев жило в Сибири и на Крайнем Севере, и они были известны именно трезвостью (и трудолюбием).
- государственная алкогольная политика на протяжении XVI—XX веков, предопределившая многовековой процесс алкоголизации масс, превратившая употребление крепкого алкоголя (водки) в русскую народную традицию на каждом празднике и застолье[2].

Современные причины:
- глубокая поляризация общества по имущественному положению, образование явно выраженных полюсов богатства и бедности повлекли за собой отчуждённость значительной части населения, что во многом предопределило появление в массовом сознании негативного отношения к социальным нормам, в том числе к нравственным и правовым ограничениям в сфере потребления алкоголя. В нынешней социальной структуре России появился значительный слой люмпенизированных лиц, представляющих наиболее благодатную почву для роста преступности, алкоголизма и наркомании[2];
- последствия провальной советской политики и последовавшие за ними экономические кризисы, а также реформы 1990-х годов, ухудшившие экономическое и социальное положение десятков миллионов людей, вызвавшие социальную неустроенность и появление в массовой психологии устойчивого чувства социальной незащищённости, неуверенности в завтрашнем дне, при котором частое потребление алкоголя является средством «ухода от действительности» и преодоления стрессов[2].

По мнению авторов обзора российских публикаций (67 источников), теоретические работы находят недостаточное практическое применение, и более нацелены не на выявление причин алкоголизма, а скорее на его последствия. К причинам также можно отнести: разрушение института семьи; укоренение привычки бытового злоупотребления алкоголем; пропаганда СМИ; утрата общепризнанных жизненных ориентиров (семья и т. д.), ценностная дезориентация молодёжи; отсутствие нормального досуга, отсутствие у государства целенаправленной антиалкогольной политики. На детей большое влияние оказывает семейное пьянство.
Рост потребления алкоголя увеличивается во время социально-экономических кризисов.